# 59 Cygni
59 Cygni (f¹ Cygni) é uma estrela na direção da Cygnus. Possui uma ascensão reta de 20h 59m 49.55s e uma declinação de +47° 31′ 15.4″. Sua magnitude aparente é igual a 4.74. Considerando sua distância de 1124 anos-luz em relação à Terra, sua magnitude absoluta é igual a −2.95. Pertence à classe espectral B1ne. É uma estrela variável irregular.